# Madonna Durán
Madonna Durán (Madonna w czerwieni, Madonna z Dzieckiem w niszy) – obraz olejny niderlandzkiego malarza Rogiera van der Weydena.

## Historia obrazu
Najszersze ramy czasowe dla powstania obrazu zaproponowała szkocka historyk sztuki Lorne Campbell, kurator National Gallery w Londynie, datując Madonnę Durán na lata 1432–1442. Zawężając ten okres, belgijski badacz Dirk de Vos, kurator brugijskiego Groeningemuseum, wskazywał na lata 1432–1435, natomiast francuski uczony Albert Châtelet proponował lata 1430–1432. Niemiecki historyk sztuki Erwin Panofsky przesuwał powstanie Madonny Durán na lata 1436–1437, wskazując na jej prawdopodobną inspirację ikonograficzną – przechowywaną obecnie w melbourneńskiej National Gallery of Victoria Madonnę z Dzieciątkiem Jana van Eycka z około 1433. Wielkość tablicy może sugerować, że była to środkowa kwatera jakiegoś tryptyku lub pojedyncza tablica wotywna.
Nieznana jest zarówno osoba zamawiającego, jak i miejsce pierwotnego przeznaczenia dzieła, chociaż zachowane flamandzkie kopie wskazują na Brugię. Około roku 1500 obraz pojawił się prawdopodobnie w Hiszpanii, co sugerują powstałe w tym okresie liczne niezachowane kopie dzieła. Swój tytuł obraz zawdzięcza ostatniemu właścicielowi, młodszemu synowi markiza Perales, Pedrowi Fernándezowi Duránowi y Bernaldo de Quirós (1846–1930), który nabył dzieło Weydena w 1899 roku i w testamencie z 1923 roku (wraz z wieloma innymi obrazami i dziełami sztuki) zapisał je Muzeum Prado. Muzeum przejęło obraz w 1931 roku nadając mu numer
inwentarzowy 2722.

## Opis obrazu

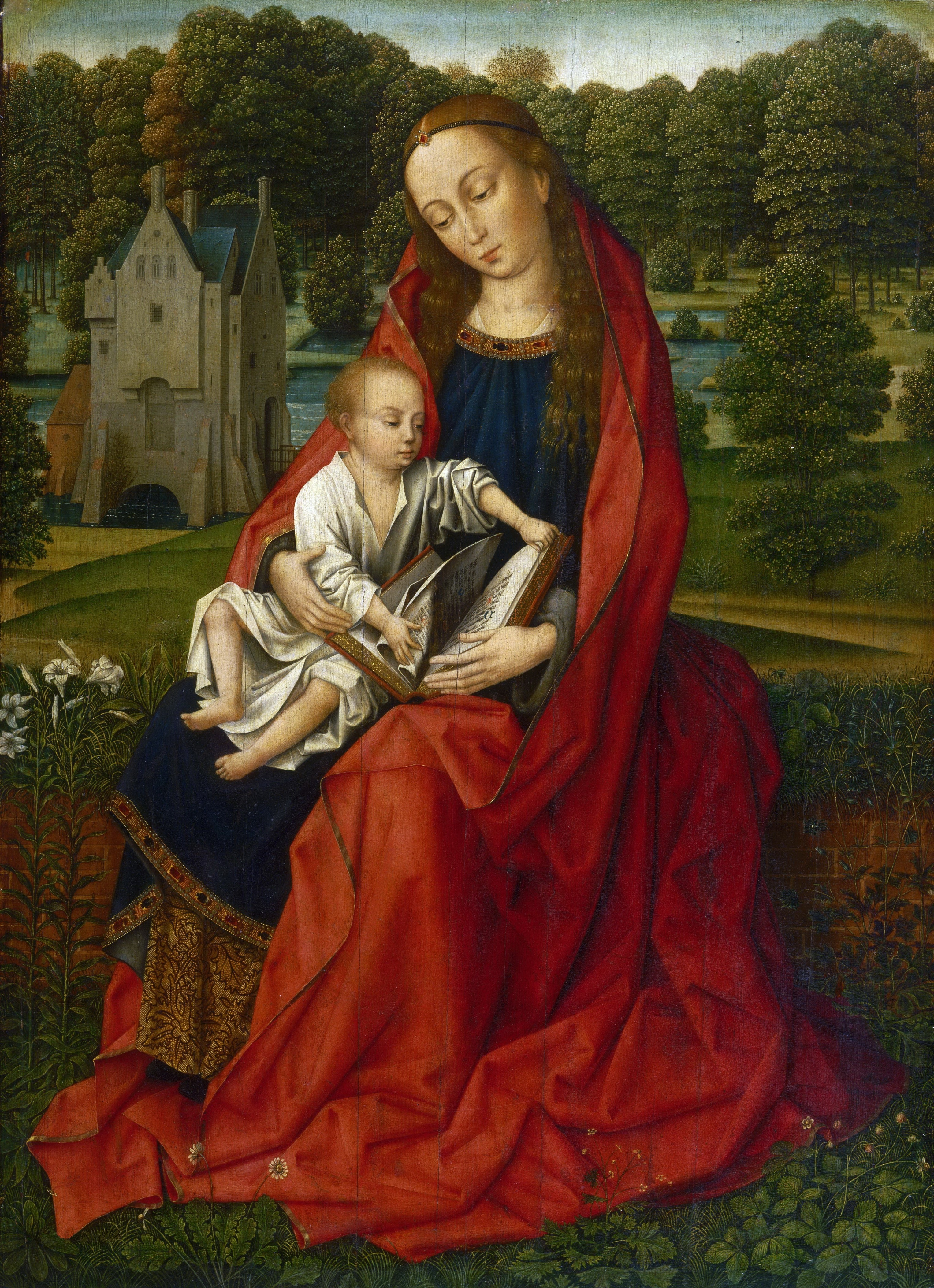
Madonna z Dzieckiem obraz Mistrza Haftowanego Listowia z 1510-1520

Na tablicy została przedstawiona tronująca Madonna w białej chuście na włosach, okryta od stóp do głów haftowanym złotymi nićmi maforionem, wbrew wielowiekowej tradycji ubrana całkowicie na czerwono. Typ przedstawienia nawiązuje do wcześniejszych prac Weydena (Madonna tronująca w niszy czy Madonna stojąca w niszy), gdzie postać umieszczona jest w architektonicznej kamiennej niszy z maswerkami, niczym rzeźba w gotyckiej apsydzie. Rzeźbiarskie wrażenie podkreśla wystający poza ramę cokół.
 Na kolanach Madonna trzyma małego Jezusa ubranego w białą koszulę. Jego wizerunek jest odmienny od większości podobnych przedstawień, gdyż Weyden przedstawił kilkuletnie dziecko. a nie niemowlę. Dzieciątko bawi się kartkami rękopisu, gniotąc je i przewracając. Książka umieszczona została w samym środku kompozycji, co ma symboliczne odniesienie do Słowa Bożego, zajmującego jedno z głównych miejsc w wierze katolickiej. Matka z miłością spogląda na zabawy syna. Nad głową Madonny widać koronę unoszoną przez anioła. 
Dla wielu historyków sztuki kluczem do zrozumienia sceny jest książka, stronami której bawi się Jezus. Weyden był malarzem świadomym i zaangażowanym religijnie; wszystko, co przedstawiał w swoich dziełach, miało znaczenie symboliczne lub dosłowne. Amerykański historyk sztuki Alfred Acres z Georgetown University dowodzi, iż książka skupia na sobie spojrzenia Marii i Jezusa, który przegląda ją od tyłu do początku; prawa dłoń z werwą gniecie strony, gdy lewa delikatnie chwyta strony i je odwraca. Święta księga często była przedstawiana na tego typu XV-wiecznych obrazach, ale przeważnie było to związane z ideą Madonny jako przedstawicielki mądrości i nauki. Acres twierdzi, iż mały Jezus wraca do Księgi Rodzaju, do historii wygnania człowieka z raju, na co miałyby wskazywać wcześniejsze dzieła artysty, głównie wiedeńska Madonna stojąca w niszy, gdzie widać wizerunki Adama i Ewy stojących po obu stronach niszy.

## Kopie i naśladowcy
Rogier van der Weyden bądź pracownicy jego warsztatu nigdy nie wykonali innych kopii Madonny z Dzieciątkiem w takim ujęciu. Motyw Jezusa bawiącego się stronicami księgi podjęli natomiast inni malarze. W latach 1510–1520 powstała Madonna z Dzieciątkiem autorstwa niderlandzkiego artysty znanego jako Mistrz Haftowanego Listowia (Meester van het Geborduurd Gebladerte). Artysta zrezygnował z białej chusty okalającej głowę Madonny na rzecz eleganckiej, ozdobionej perłami przepaski z klejnotem pośrodku, przytrzymującej rozpuszczone włosy Marii. Wycięcie tym razem niebieskiej sukni ozdabiają perły i szafiry. Kolorystyka dzieła Mistrza Haftowanego Listowia jest bardziej wyrazista niż u Weydena. Postać Madonny przedstawiona na tle flamandzkiego zamku i wśród kwiatów wygląda bardziej na księżniczkę. Motyw Jezusa bawiącego się stronami świętej księgi pozostaje ten sam.
 Do innych XVI-wiecznych przykładów użycia podobnego motywu zalicza się obraz Colijna de Cotera z Museum für Kunst und Kulturgeschichte w Dortmundzie lub dzieło anonimowego artysty z kolekcji Rodrigueaza Bauza w Madrycie.